# Tachybaptus pelzelnii
El zampullín malgache (Tachybaptus pelzelnii)es una especie de ave podicipediforme de la familia Podicipedidae endémica de Madagascar. Su nombre científico conmemora al ornitólogo austriaco August von Pelzeln. 

## Estado de conservación
Está clasificado por la UICN como especie vulnerable, ya que su población es menor a 5.000 individuos. Su principal amenaza, en el oeste, es la reducción de su hábitat a causa de la extensión del cultivo de arroz. Además sufre la depredación de peces carnívoros y la introducción de peces herbívoros exóticos que limitan el desarrollo de la vegetación acuática en favor del zampullín común.